# Nederländernas damlandslag i ishockey
Nederländernas damlandslag i ishockey representerar Nederländerna i ishockey på damsidan. 
I april 1987 deltog Nederländerna vid en internationell turnering i Kanada, och spelade då sina första damlandskamper . Man deltog även i EM 1989 i det dåvaradne Västtyskland, första dam-EM i ishockey någonsin. I VM-seriesystemet debuterade man 1999, men kvalade inte in i A-gruppen utan hamnade i B-gruppen.